# Mitsubishi Ki-1
Le Mitsubishi Ki-1 est un bombardier construit par Mitsubishi pour l'armée impériale japonaise dans les années 1930. Le Mitsubishi Ki-1 vole pour la première fois en 1933. Malgré son apparence archaïque, le Ki-1 est utilisé dans le Mandchoukouo et nord de la Chine durant les premiers stades de la Seconde Guerre sino-japonaise, dans les zones où le nombre d'avions ennemis était minime.

## Conception et développement
Le pilote et le copilote étaient assis en tandem sous une verrière fermée, tandis que les artilleurs étaient assis dans le nez et tourelles semi-fermées, armés chacun d'une mitrailleuse de 7,7 mm. Le chargement de bombe était utilisable jusqu'à 1 500 kg.

## Histoire opérationnelle
Le Mitsubishi Ki-1 est initialement nommé Army Type 93-1 Heavy Bomber sous l'ancien système de nomenclature utilisé par l'armée japonaise. Déjà obsolète au moment de son introduction, il trouve une utilisation pendant les opérations de la pacification du Mandchoukouo.

## Variantes
- Ki-1-I (Army Type 93-1 Heavy Bomber) (version de production initiale)
- Ki-1-II (Army Type 93-2 Heavy Bomber) (version améliorée avec des moteurs plus puissants et une cellule renforcée)